# Scyphosyce manniana
Scyphosyce manniana är en mullbärsväxtart som beskrevs av Henri Ernest Baillon. Scyphosyce manniana ingår i släktet Scyphosyce och familjen mullbärsväxter. Inga underarter finns listade i Catalogue of Life.